# Muzea w województwie śląskim
 Muzea województwa śląskiego - spis muzeów i jednostek o charakterze muzealnym, mających siedzibę na terenie województwa śląskiego, podzielony według tematyki ekspozycji.
Wymienione placówki są prowadzone przez jednostki samorządu terytorialnego (województwo, powiat, gmina (miasto)), osoby prawne, kościoły i związki wyznaniowe, szkoły (uczelnie), a także przez osoby prywatne.
| Typ muzeum                                     | Placówki |
| ---------------------------------------------- | --- |
| Muzea archeologiczne i historyczne             | - Centrum Dokumentacji Deportacji Górnoślązaków w Radzionkowie - Muzeum – Izba Pamięci Kopalni Wujek w Katowicach - Muzeum Powstań Śląskich w Świętochłowicach - Muzeum PRL-u w Rudzie Śląskiej - Rezerwat archeologiczny kultury łużyckiej w Częstochowie (oddział Muzeum Częstochowskiego) |
| Muzea biograficzne                             | - Izba Pamięci Jerzego Kukuczki w Istebnej - Muzeum Barbary i Stanisława Ptaków w Katowicach (oddział Muzeum Historii Katowic) - Muzeum Edyty Stein w Lublińcu - Muzeum Haliny Poświatowskiej w Częstochowie (oddział Muzeum Częstochowskiego) - Muzeum i Galeria Rodziny Konarzewskich w Istebnej - Muzeum im. Gustawa Morcinka w Skoczowie (oddział Muzeum Śląska Cieszyńskiego) - Muzeum Jana Wałacha w Istebnej - Muzeum Zofii Kossak-Szatkowskiej w Górkach Wielkich (oddział Muzeum Śląska Cieszyńskiego) - Willa Juliana Fałata w Bielsku-Białej (oddział Muzeum Historycznego w Bielsku-Białej) |
| Muzea etnograficzne oraz skanseny              | - Dział Etnologii Miasta (oddział Muzeum Historii Katowic) - Muzeum „Górnośląski Park Etnograficzny w Chorzowie” - Harcerskie Muzeum Etnograficzne w Katowicach - Izba Regionalna „Chata Kawuloka” w Istebnej - Izba Śląska w Katowicach - Muzeum Koronki w Koniakowie - Park Etnograficzny Ziemi Żywieckiej w Ślemieniu - Zagroda Wsi Pszczyńskiej |
| Muzea przyrodnicze, geologiczne i geograficzne | - Dom Przyrodnika im. E. i St. Forysiów w Bielsku-Białej - Muzeum Geologii Złóż Politechniki Śląskiej w Gliwicach - Muzeum Paleontologiczne w Lisowicach - Muzeum Świerka Istebniańskiego w Jaworzynce - Muzeum Wydziału Nauk o Ziemi Uniwersytetu Śląskiego w Sosnowcu |
| Muzea regionalne i miejskie                    | - Galeria Historii Miasta w Jastrzębiu-Zdroju - Izba Tradycji i Kultury Dawnej w Siewierzu - Miejska Placówka Muzealna w Mikołowie - Muzeum Częstochowskie w Częstochowie - Muzeum Górnośląskie w Bytomiu - Muzeum Historii Katowic - Muzeum Miasta Jaworzna - Muzeum Miasta Mysłowice - Muzeum Miejskie im. Maksymiliana Chroboka w Rudzie Śląskiej - Muzeum Miejskie „Sztygarka” w Dąbrowie Górniczej - Muzeum Miejskie w Pyskowicach - Muzeum Miejskie w Raciborzu - Muzeum Miejskie w Siemianowicach Śląskich - Muzeum Miejskie w Sosnowcu - Muzeum w Tarnowskich Górach - Muzeum Miejskie w Tychach - Muzeum Miejskie w Wodzisławiu Śląskim - Muzeum Miejskie w Zabrzu - Muzeum Miejskie w Żorach - Muzeum Miejskie w Żywcu - Muzeum Regionalne Braci Chmielarskich w Krzepicach - Muzeum Regionalne „Kamojówka” w Suszcu - Muzeum Regionalne „Na Grapie” w Jaworzynce - Muzeum Regionalne „Stara Zagroda” w Ustroniu - Muzeum Regionalne w Bestwinie - Muzeum Regionalne w Sławkowie - Muzeum Regionalne im. Zygmunta Krasińskiego w Złotym Potoku - Muzeum Śląska Cieszyńskiego w Cieszynie - Muzeum Beskidzkie w Wiśle - Muzeum Śląskie w Katowicach - Muzeum Kultury Wilamowskiej - Muzeum Ustrońskie im. Jana Jarockiego w Ustroniu - Muzeum w Bielsku-Białej – Zamek książąt Sułkowskich - Muzeum w Chorzowie - Muzeum w Gliwicach - Muzeum w Rybniku - Muzeum Zagłębia w Będzinie - Willa Caro w Gliwicach (oddział Muzeum w Gliwicach)                                                                                              |
| Muzea sakralne i religijne                     | - Muzeum Archidiecezjalne w Katowicach - Muzeum Archidiecezji Częstochowskiej - Muzeum Diecezjalne w Bielsku-Białej - Muzeum Jana Sarkandra w Skoczowie - Muzeum Misyjne OO. Franciszkanów w Katowicach - Muzeum Protestantyzmu - Biblioteka i Archiwum im. B.R. Tschammera w Cieszynie - Muzeum Sanktuaryjne w Piekarach Śląskich - Zbiory Sztuki na Jasnej Górze |
| Muzea sztuki                                   | - Centrum Scenografii Polskiej w Katowicach (oddział Muzeum Śląskiego) - Centrum Sztuki Współczesnej Kronika w Bytomiu - Galeria Dobrej Sztuki w Częstochowie (oddział Muzeum Częstochowskiego) - Muzeum Miniaturowej Sztuki Profesjonalnej Henryk Jan Dominiak w Tychach - Galeria Szyb Wilson w Katowicach - Dział Grafiki im. Pawła Stellera (oddział Muzeum Historii Katowic) |
| Muzea oraz skanseny techniki                   | - Centralne Muzeum Pożarnictwa w Mysłowicach - Centrum Edukacji Technicznej w Goczałkowicach Zdroju - Dom Tkacza w Bielsku-Białej (oddział Muzeum Historycznego w Bielsku-Białej) - Izba Muzealna Polskiego Radia w Katowicach - Muzeum Browaru Żywiec - Muzeum Drukarstwa w Cieszynie - Muzeum Energetyki w Łaziskach Górnych - Muzeum Górnictwa Rud Żelaza w Częstochowie (oddział Muzeum Częstochowskiego) - Muzeum Górnictwa Węglowego w Zabrzu - Skansen Górniczy Królowa Luiza - Zabytkowa Kopalnia Węgla Kamiennego Guido - Muzeum Maszyn Biurowych w Tychach - Muzeum Historii Kolei w Częstochowie - Muzeum Historii Komputerów i Informatyki w Katowicach - Muzeum Motoryzacji w Bielsku-Białej - Muzeum Nośników Danych w Katowicach - Muzeum Odlewnictwa Artystycznego w Gliwicach (oddział Muzeum w Gliwicach) - Muzeum Ognia w Żorach - Muzeum Organów Śląskich w Katowicach - Muzeum Pojazdów Zabytkowych w Zabrzu - Muzeum Prasy Śląskiej w Pszczynie - Muzeum Produkcji Zapałek w Częstochowie - Muzeum Saturn w Czeladzi - Muzeum Techniki i Włókiennictwa w Bielsku-Białej (oddział Muzeum Historycznego w Bielsku-Białej) - Muzeum Techniki Rzemiosła w Sośnicowicach - Muzeum Techniki Sanitarnej w Gliwicach - Ogrodzienieckie Muzeum Pożarnictwa w Ogrodzieńcu - Radiostacja Gliwicka (oddział Muzeum w Gliwicach) - Skansen kolejowy w Pyskowicach - Sztolnia Czarnego Pstrąga w Tarnowskich Górach - Tyskie Muzeum Piwowarstwa - Zabytkowa Kopalnia „Ignacy” w Rybniku - Zabytkowa Kopalnia Srebra w Tarnowskich Górach |
| Muzea wojskowe                                 | - Muzeum 4 Pułku Strzelców Podhalańskich w Cieszynie - Muzeum Instytutu Tarnogórskiego - Muzeum Czynu Zbrojnego Żywiecczyzny w Żywcu - Muzeum Militarnych Dziejów Śląska w Pszczynie - Muzeum Spadochroniarstwa i Wojsk Specjalnych w Wiśle - Muzeum Techniki Wojskowej w Pogórzu - Muzeum Techniki Wojskowej w Zabrzu - Prywatne Muzeum Broni Pancernej i Militariów w Bielsku-Białej |
| Muzea zamkowe i pałacowe                       | - Pałac w Wojnowicach - Zamek biskupi w Siewierzu - Zamek Piastowski w Gliwicach (oddział Muzeum w Gliwicach) - Zamek Sielecki w Sosnowcu - Zamek w Będzinie (oddział Muzeum Zagłębia w Bedzinie) - Zamek w Chudowie - Zamek w Kończycach Małych - Zamek w Pszczynie - Zamek w Starych Tarnowicach - Zamek w Toszku - Zamek w Wodzisławiu Śląskim - Zespół pałacowo-parkowy w Pławniowicach |
| Pozostałe muzea                                | - Dream Park Ochaby - Galeria „Sportowe Trofea Adama Małysza” w Wiśle - Muzeum Chleba w Radzionkowie - Muzeum Historii Gitary w Katowicach - Muzeum monet i medali Jana Pawła II w Częstochowie - Muzeum Najmniejszych Książek Świata Zygmunta Szkocnego w Katowicach - Muzeum Turystyki Górskiej na Przysłopie pod Baranią Górą - Park Miniatur Sakralnych w Częstochowie - Park Miniatur w Podzamczu k. Ogrodzieńca - Park Miniatur w Żywcu |